# Championnat de Pologne de football 1947
Navigation
Édition précédente Édition suivante
La saison 1947 du championnat de Pologne est la dix-neuvième saison de l'histoire de la compétition. Cette édition a été remportée par le Warta Poznań, devant le Wisła Cracovie.

## Compétition

### Phase de groupes

#### Groupe 1
| Rang | Équipe           | Pts | J  | G  | N | P  | Bp  | Bc  | Diff |
| ---- | ---------------- | --- | -- | -- | - | -- | --- | --- | ---- |
| 1    | Wisła Cracovie   | 29  | 16 | 14 | 1 | 1  | 101 | 9   | +92  |
| 2    | Polonia Varsovie | 24  | 16 | 10 | 4 | 2  | 70  | 20  | +50  |
| 3    | Polonia Bytom    | 22  | 16 | 10 | 2 | 4  | 57  | 35  | +22  |
| 4    | Lech Poznań      | 21  | 16 | 10 | 1 | 5  | 91  | 28  | +63  |
| 5    | Polonia Świdnica | 15  | 16 | 7  | 1 | 8  | 32  | 39  | -7   |
| 6    | Szombierki Bytom | 15  | 16 | 7  | 1 | 8  | 31  | 46  | -15  |
| 7    | Skra Częstochowa | 12  | 16 | 6  | 0 | 10 | 36  | 63  | -27  |
| 8    | Ognisko Siedlce  | 6   | 16 | 3  | 0 | 13 | 30  | 107 | -77  |
| 9    | Motor Białystok  | 0   | 16 | 0  | 0 | 16 | 14  | 109 | -95  |

| Légende | Légende                       |
| ------- | ----------------------------- |
|         | Qualifié pour le groupe final |

#### Groupe 2
| Rang | Équipe           | Pts | J  | G  | N | P  | Bp | Bc | Diff |
| ---- | ---------------- | --- | -- | -- | - | -- | -- | -- | ---- |
| 1    | AKS Chorzów      | 30  | 18 | 14 | 2 | 2  | 61 | 21 | +40  |
| 2    | KS Cracovia      | 29  | 18 | 12 | 5 | 1  | 75 | 18 | +57  |
| 3    | Rymer Rybnik     | 22  | 18 | 10 | 2 | 6  | 58 | 40 | +18  |
| 4    | RKU Sosnowiec    | 22  | 18 | 9  | 4 | 5  | 39 | 33 | +6   |
| 5    | Radomiak Radom   | 18  | 18 | 7  | 4 | 7  | 48 | 34 | +14  |
| 6    | Pomorzanin Toruń | 18  | 18 | 7  | 4 | 7  | 41 | 42 | -1   |
| 7    | Gedania Gdańsk   | 17  | 18 | 7  | 3 | 8  | 47 | 44 | +3   |
| 8    | Orzeł Gorlice    | 12  | 18 | 5  | 2 | 11 | 55 | 52 | +3   |
| 9    | ZZK Łódź         | 9   | 18 | 4  | 1 | 13 | 31 | 73 | -42  |
| 10   | Grochów Varsovie | 3   | 18 | 1  | 1 | 16 | 21 | 99 | -78  |

| Légende | Légende                       |
| ------- | ----------------------------- |
|         | Qualifié pour le groupe final |

#### Groupe 3
| Rang | Équipe             | Pts | J  | G  | N | P  | Bp | Bc | Diff |
| ---- | ------------------ | --- | -- | -- | - | -- | -- | -- | ---- |
| 1    | Warta Poznań       | 28  | 16 | 14 | 0 | 2  | 68 | 18 | +50  |
| 2    | Garbarnia Cracovie | 26  | 16 | 13 | 0 | 3  | 60 | 19 | +41  |
| 3    | ŁKS Łódź           | 25  | 16 | 12 | 1 | 3  | 78 | 24 | +54  |
| 4    | Tęcza Kielce       | 17  | 16 | 8  | 1 | 7  | 34 | 38 | -4   |
| 5    | KS Lublinianka     | 17  | 16 | 7  | 3 | 6  | 39 | 43 | -4   |
| 6    | Czuwaj Przemyśl    | 12  | 16 | 5  | 2 | 9  | 24 | 33 | -9   |
| 7    | WMKS Katowice      | 11  | 16 | 5  | 1 | 10 | 25 | 49 | -24  |
| 8    | KKS Olsztyn        | 7   | 16 | 2  | 3 | 11 | 19 | 61 | -42  |
| 9    | PKS Szczecin       | 1   | 16 | 0  | 1 | 15 | 13 | 77 | -64  |

| Légende | Légende                       |
| ------- | ----------------------------- |
|         | Qualifié pour le groupe final |

### Groupe final
| Rang | Équipe         | Pts | J | G | N | P | Bp | Bc | Diff |
| ---- | -------------- | --- | - | - | - | - | -- | -- | ---- |
| 1    | Warta Poznań   | 8   | 4 | 4 | 0 | 0 | 13 | 3  | +10  |
| 2    | Wisła Cracovie | 4   | 4 | 2 | 0 | 2 | 9  | 8  | +1   |
| 3    | AKS Chorzów    | 0   | 4 | 0 | 0 | 4 | 2  | 13 | -11  |

| Légende | Légende             |
| ------- | ------------------- |
|         | Champion de Pologne |

## Meilleurs buteurs
| # | Joueur                | Équipe         | Buts |
| - | --------------------- | -------------- | ---- |
| 1 | Mieczysław Gracz (pl) | Wisła Cracovie | 4    |
| 2 | Henryk Czapczyk (en)  | Warta Poznań   | 3    |
|   | Bolesław Gendera      | Warta Poznań   | 3    |
|   | Marian Skrzypniak     | Warta Poznań   | 3    |
|   | Bolesław Smólski      | Warta Poznań   | 3    |